# Apurimac II
Apurimac II (o Apurímac II) es un álbum de Música New Age del grupo alemán Cusco, lanzado en 1994. Este álbum es el segundo de la serie Apurímac. Combina música nativa de América con un toque europeo. 

## Pistas
1. Montezuma
2. Quetzal's Feather
3. Dance Of The Sun Priest
4. Tula
5. Yucatán
6. Xul-Kan, King Of Palenque
7. Maya Temple
8. Mexica
9. Goddess Of The Moon
10. Temple Of Remembrance

- Datos: Q4782318